# 俞曰都
俞曰都（？—？），别号懷陽，福建等處承宣布政使司漳州府南靖縣民籍，镇海卫人，明朝政治人物。

## 生平
明神宗万历四十年（1612年）壬子科順天鄉試举人，萬曆四十四年（1616年）丙辰科二甲二十三名进士，兵部觀政，四十六年四月授户部雲南司主事，卒于官。
清朝建立後，俞曰都擔任什邡縣知縣，因枉法成冤狱，被擬绞刑，因捐修永定河，贖罪釋放。

## 家族
曾祖俞榮。祖父俞鼎。父俞斐。